# 137
Cette page concerne l'année 137  du calendrier julien. Pour l'année 137 av. J.-C., voir 137 av. J.-C. Pour le nombre 137, voir 137 (nombre).
L'année 137 est une année commune qui commence un lundi.

## Événements
- 1er janvier : début du consulat de Lucius Aelius Caesar ; il reçoit la puissance tribunitienne et est envoyé sur le Danube, à Carnuntum, avec pouvoir proconsulaire sur les deux provinces de Pannonie. Il est de retour à Rome à l'hiver[1].
- 18 avril : révision de la loi fiscale de Palmyre[2]. La ville caravanière s’enrichit par l’importation des produits rares venus du golfe Persique et par l’exportation vers l’Orient d’objets manufacturés produits par le monde méditerranéen (Syrie).

## Naissances en 137
- Wang Yun, ministre chinois.

## Décès en 137
- Corentinus Andius Courteus